# 咱雅班第達
咱雅班第達（1599年—1662年），又称为车臣鄂木布、车臣绰尔济，拉让巴呼图克图等，和硕特部巴拜汗五子，明末清初藏传佛教高僧。原名乌和特隆归达赖。他是使卫拉特蒙古人信仰藏传佛教重要人物，作为一个早期的宗教活动家，他的工作促进藏传佛教在西蒙古的传播。   
17世纪早期藏传佛教传入卫拉特后，卫拉特四部首领商定各派一子为僧。首领拜巴噶斯无子，便以他为义子出家为班第達。1615年受戒，取法名纳木喀嘉木措（又译为南喀嘉措）。次年前往拉萨。此后他在西藏学经近二十年，获拉然巴格西学位，并获四世班禅赏识。1635年从五世达赖喇嘛受比丘戒。1638年代表五世达赖喇嘛离开西藏回卫拉特弘法。1640年参加蒙古喀爾喀部、厄魯特部（卫拉特）領主会盟，调解了卫拉特与喀尔喀间的矛盾。会后前往喀尔喀部传教，成为土谢图汗、札萨克图汗、车臣汗的上师，并由扎萨克图汗赐“咱雅班第达”称号。后返回卫拉特传教。他还曾前往土尔扈特等地弘法。
咱雅班第達另一大贡献是在1648年根据胡都木蒙古文创建了托忒蒙古文，这是因为卫拉特与蒙古不同发音，所以要编新蒙文。1650至1662年间，他用托忒蒙古文翻译藏文佛经一百七十二部。1662年，他在前往西藏途中在青海圆寂。